# Vals-les-Bains
Vals-les-Bains ist eine französische Gemeinde mit 3479 Einwohnern (Stand 1. Januar 2022) im Département Ardèche in der Region Auvergne-Rhône-Alpes.

## Geographie
Die Gemeinde Vals-les-Bains liegt im Tal der Volane, einem linken Nebenfluss der Ardèche nordwestlich von Aubenas. Sie ist Teil des Regionalen Naturparks Monts d’Ardèche.

## Geschichte

### Internierungslager für Repräsentanten der Dritten Französischen Republik
Am 3. September 1940 verabschiedete das Vichy-Regime ein Gesetz, das es ermöglichte, die aus der Sicht des Regimes Verantwortlichen für die Kriegserklärung Frankreichs vom 3. September 1939 an das Deutsche Reich und die Niederlage von 1940 zunächst ohne Anklage zu inhaftieren. 86 Prominente, darunter die drei ehemaligen Premierminister Léon Blum, Édouard Daladier und Paul Reynaud sowie hochrangige Militärs und Unternehmer (unter anderem Marcel Dassault und Émile Dewoitine) wurden in den nächsten Tagen verhaftet und in der ersten Jahreshälfte 1942 in einem Schauprozess verurteilt.
Bevor es zu diesem Prozess kam, wurden die Inhaftierten nacheinander an verschiedenen Orten in Frankreich interniert.
- Schloss Chazeron (1. Station)
- Château de Bourassol in Ménétrol (2. Station)
- Pellevoisin (3. Station)
- Aubenas (4. Station, ab 2. Januar 1941)[2]

Nach nur wenigen Tagen in Aubenas erfolgte dann noch im Januar 1941 die Verlegung in das Grand Hôtel de Vals. Die Angaben darüber, wie viele Personen von diesen Verhaftungen und Verlegungen betroffen waren, sind uneinheitlich. Eggers spricht, wie oben schon erwähnt, von 86 Menschen, nach Raoul Galataud wurden in Vals von Januar 1941 bis Ende 1942 nacheinander 155 Persönlichkeiten interniert, die als Feinde des  pétainistischen französischen Staat galten. Wie viele sich davon gleichzeitig in Vals aufhielten, ist nicht bekannt.

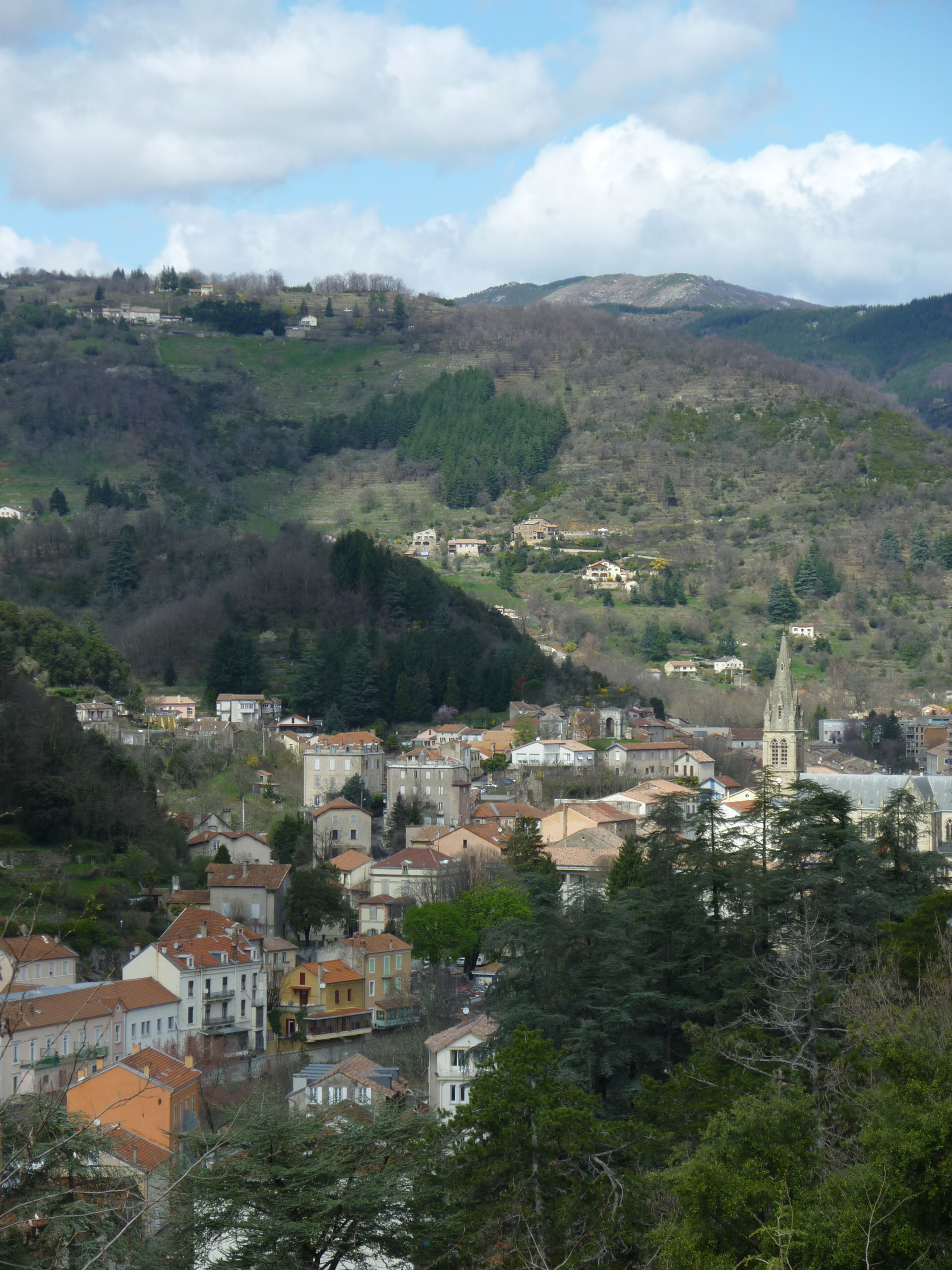
Blick ins Zentrum von Vals

« Le Grand hôtel de Vals, équipés de 68 chambres, permet un grand nombre d’internements mais les libérations de plusieurs détenus comme Pomaret, Schrameck, Dewoitine ou Bloch, en font un espace trop vaste et occasionnent un manque à gagner pour l’économie touristique locale. L’étiage du nombre des internés explique l’installation courant 1941 dans une vieille demeure bourgeoise isolée de la ville. Mandel et Reynaud s’y retrouvent seuls quelques temps. Beaucoup d’autres prisonniers sont libérés dans des villes qu’ils ne connaissent pas, ce qui les rend plus vulnérables au contrôle préfectoral. »

„Das Grand Hôtel de Vals mit seinen 68 Zimmern ermöglichte eine große Anzahl von Internierungen, aber die Entlassung mehrerer Insassen wie Pomaret, Schrameck, Dewoitine oder Bloch machte es zu groß und führte zu Einnahmeverlusten für die lokale Tourismuswirtschaft. Die niedrige Zahl der Internierten erklärte, warum man im Laufe des Jahres 1941 in ein altes bürgerliches Haus zog, das abgelegen von der Stadt lag. Mandel und Reynaud waren dort für einige Zeit allein. Viele andere Gefangene wurden in Städte entlassen, die sie nicht kannten, was sie schutzloser gegenüber der Kontrolle durch die Präfektur machte.“

Im Februar 1941 wurden einige Internierte freigelassen und andere im März unter Hausarrest gestellt. Bei dem zuvor im Zitat erwähnten „alten bürgerlichen Haus“ handelte es sich um das Château Clément, bekannt auch als Châtaigneraie, in dem ab dem 30. April 1941 unter anderem Georges Mandel und Paul Reynaud interniert waren, die hier bis Herbst 1941 wohnen blieben und dann zurück ins Grand Hotel verlegt wurden. Im Mai 1942 erfolgte eine weitere vorübergehende Auslagerung in das Hôtel du Vivarais.
Ob Grand Hotel oder Château Clément: die Lebensbedingungen für die Internierten waren nicht mondän, auch wenn andere in der Umgebung Internierte ihre Valser Leidensgenossen als privilegiert erachteten. Es herrschen strenge Kontrollen, die auf wenige Kontakte der Internierten untereinander abzielten. Es gab ständig verschlossene Zimmertüren, und die Internierten durften ihre Räume nur unter Aufsicht für die Benutzung der Toiletten oder für Spaziergänge verlassen. Diese Spaziergänge wiederum fanden hinter Umzäunungen und unter strenger Bewachung statt. Die Verwendung der bürgerlichen Titel oder der militärischen Dienstgrade der Internierten war nicht erlaubt.
Der Prozess von Riom fand vom 19. Februar 1942 bis zum 21. Mai 1943 statt. Auch für Häftlinge aus Vals-les-Bains hatte er längere Haftstrafen zur Folge oder – wie im Falle von Léon Blum und Georges Mandel – auch die Deportation in ein deutsches Konzentrationslager. Das Hotelgefängnis in Vals blieb noch bis Ende 1942 in Betrieb.

## Bevölkerungsentwicklung
| Jahr                       | 1962 | 1968 | 1975 | 1982 | 1990 | 1999 | 2007 | 2018 |
| Einwohner                  | 3866 | 4190 | 4129 | 3933 | 3661 | 3536 | 3741 | 3547 |
| Quellen: Cassini und INSEE |      |      |      |      |      |      |      |      |

## Gemeindepartnerschaft
Vals-les-Bains ist seit 2002 mit der italienischen Gemeinde Savignano sul Rubicone in der Region Emilia-Romagna durch eine Gemeindepartnerschaft verbunden.